# Oxytropis megalantha
Oxytropis megalantha är en ärtväxtart som beskrevs av H.Boissieu. Oxytropis megalantha ingår i släktet klovedlar, och familjen ärtväxter. Inga underarter finns listade i Catalogue of Life.